# نهر بيرديدو
نهر بيرديدو نهر في ولايتي ألاباما وفلوريدا بالولايات المتحدة. بيرديدو نهر فلوريدا ووترز المعين يشكل جزءًا من الحدود بين الدولتين على طول طوله تقريبًا ويصب في خليج المكسيك. خلال أوائل القرن التاسع عشر لعبت دورًا مركزيًا في سلسلة من التغييرات والنزاعات الحدودية المتناوبة بين فرنسا وإسبانيا وبريطانيا العظمى والولايات المتحدة.
يرتفع في جنوب غرب ألاباما في مقاطعة إسكامبيا على بعد 8 ميل (13 كـم) شمال غرب أتمور. يتدفق جنوبًا نحو 5 ميل (8 كـم) إلى خط العرض 31 درجة شمالًا حيث تشكل جنوبه ما تبقى من حدود ألاباما - فلوريدا. يتدفق بشكل عام من الشرق إلى الجنوب الشرقي في مسار متعرج ويدخل الطرف الشمالي لخليج بيرديدو على خليج المكسيك على بعد 10 ميل (16 كـم) غرب بينساكولا.

## وصلات خارجية
- U.S. Geological Survey Geographic Names Information System: Perdido River
- Perdido River Watershed - Florida DEP